# Hajdarábád (stát)
Hajdarábád (urdsky حیدر آباد, Haydar ābād nebo مملکت آصفیہ, Mamlakat āşafiyeh, anglicky Hyderabad), byl až do roku 1948 největší knížecí stát na indickém subkontinentu o rozloze 212 000 km², a poté až do 31. října 1956 jeden ze spolkových států Indické republiky. 
Hajdarábád byl oficiálně nezávislý stát a spojenec Británie, s jejímiž koloniemi na všech stranách hraničil. Na východě to bylo tzv. Madráské prezidentství (Madras Presidency), na západě Bombajské prezidentství (Bombay Presidency). Na severu se v průběhu existence Hajdarábádu ustavily tzv. Centrální provincie (Central Provinces).

## Historie

### Vznik
Hajdarábádský stát neboli Ásafijské království vzniklo oddělením od Mughalské říše. Po smrti posledního velkého mughala Aurangzéba v roce 1707 se říše začala postupně rozpadat. Do léta 1719 se na trůně vystřídalo 5 panovníků, dva z nich byli zavražděni. Mezitím ještě v květnu 1719 povstal Kamar-ud-dín Chán (قمر الدین خان, Qamar al-dīn Khān), který za Aurangzéba býval dekánským místokrálem. Pět let válčil na různých místech Dekánu s mughalovými přívrženci, až po vítězství nad Mubarízem Chánem v roce 1724 definitivně potvrdil svoji nezávislost. Přijal jméno Ásaf Džáh (آصف جاہ, Āşaf Jāh) a titul nizám, pod kterým vládl nově vzniklému království. Zpočátku měl dvůr v Aurangábádu, později se přesunul do Hajdarábádu. Založil tak dynastii Ásaf Džáhí.

### Nezávislost
Po vyhlášení nezávislosti Indie se poslední nizám odmítl připojit jak k Indii, tak k Pákistánu a chtěl si uchovat nezávislost. Vypukly ale krvavé nepokoje mezi jeho muslimskými i nemuslimskými poddanými. V září 1948 zasáhla indická armáda, která bleskově přemohla nizámovy jednotky, a 17. září 1948 Indie Hajdarábád anektovala. Dne 26. ledna 1950 byl pak bývalý nizám jmenován rádžpramukem (guvernérem) indického svazového státu, kterým se Hajdarábád stal.

### Zánik
1. listopadu 1956 byl stát Hajdarábád rozdělen přibližně podle jazykových hranic mezi státy Ándhrapradéš, Maháráštra a Karnátaka. Obyvatelé té části Hajdarábádu, která se stala součástí Ándhrapradéše dlouhodobě požadovali vytvoření vlastního státu. Po protestech v letech 2011 a 2012 byl centrální vládou schválen zákon, který z těchto oblastí (a malé části území někdejšího státu Ándhra) vytvořil k 2. červnu 2014 nový stát Telangána jehož hlavním městem se stal Hajdarábád.